# Herenni Gal (actor)
Herenni Gal (en llatí Herennius Gallus) va ser un actor del sud d'Hispània. Quan Luci Corneli Balb estava a Gades el va elevar al rang eqüestre (cavaller romà), el va presentar amb un anell d'or, i el va introduir al teatre als seients que estaven reservats pels equites.